# Спело (Перуђа)
Спело (итал. Spello) је насеље у Италији у округу Перуђа, региону Умбрија.
Према процени из 2011. у насељу је живело 4410 становника. Насеље се налази на надморској висини од 213 м.

## Становништво
Према резултатима пописа становништва 2011. у општини је живело 8.631 становника.
| 1931. | 1936. | 1951. | 1961. | 1971. | 1981. | 1991. | 2001. | 2011. |
| ----- | ----- | ----- | ----- | ----- | ----- | ----- | ----- | ----- |
| 6.359 | 6.578 | 7.286 | 6.771 | 6.863 | 7.602 | 7.948 | 8.304 | 8.631 |

## Партнерски градови
- Акадија, Alfonsine, Каламата